# ۷۵۶ (پیش از میلاد)
۷۵۶ (پیش از میلاد) ۷۵۶مین سال قبل از تقویم میلادی است.